# Alberto Lavazza
Alberto Lavazza (Torino, 16 dicembre 1940) è un imprenditore italiano, attuale presidente del gruppo Lavazza.

## Biografia
Alberto Lavazza dopo aver terminato gli studi in Svizzera torna in città nel 1962, per entrare nell’azienda di famiglia a fianco del padre Pericle.
Negli anni ottanta, dopo la morte dello zio Giuseppe, il cugino Emilio Lavazza diventa presidente, lasciando ad Alberto la vicepresidenza. In quegli anni la sinergia dei due cuginicontribuisce a rafforzare la posizione dell'azienda rispetto alla concorrenza, con iniziative come il famoso spot con i personaggi di Carosello ed il sistema a cialde Lavazza Espresso Point.
Nel 2008 Emilio cede la presidenza del gruppo al cugino Alberto.